# Karin Lexén
Karin Margareta Lexén, ogift Andersson, född 13 december 1964 i Annedals församling i Göteborg, är Naturskyddsföreningens generalsekreterare sedan mars 2017 och fungerar som talesperson för föreningen tillsammans med dess ordförande Johanna Sandahl.
Karin Lexén är uppvuxen i Trollhättan och studerade kemi efter gymnasiet. Efter en kortare tid som forskarassistent vid Stockholms universitet arbetade hon som handläggare på Naturvårdsverket. Hon har därefter arbetat med policy och miljöfrågor inom Sveriges kristna råd, varit departementssekreterare på miljödepartementet samt drivit internationella policyfrågor på Svenska kyrkan och Lutherhjälpen. Hon var under tio år ordförande för konsumentorganisationen Fairtrade.
Tidigare var hon chef för internationell policy och Världsvattenveckan vid Stockholm International Water Institute.
Karin Lexén är sedan 1988 gift med Roland Lexén (född 1962).